# 阿尔皮尼亚诺
阿尔皮尼亚诺（意大利语：Alpignano），是意大利皮埃蒙特大区都灵省的一个市镇。人口17097(2010年12月31日)。

## 友好城市
- 美国里弗赛德
- 法國方丹